# Spilosoma holophaeum
Spilosoma holophaeum là một loài bướm đêm thuộc phân họ Arctiinae, họ Erebidae.